# Ludwig Karl Wilhelm von Gablenz
Ludwig Karl Wilhelm von Gablenz (Jena, 1814. július 19. – Neumünster, Zürich mellett, 1874. január 28.) osztrák báró, tábornok.

## Élete
Apja szász tábornok volt, ő is ott kezdte pályafutását, de már 1833-ban osztrák szolgálatba lépett. 1848-ban előbb Itáliában, azután Magyarországon szolgált, mint Schlick táborkarának vezetője. Neki tulajdonították a Mészáros fölött Kassánál kivívott győzelem érdemét. Mint ezredesre a béke idején több ízben diplomáciai küldetéseket is bíztak rá. 1855-ben, amikor az osztrák sereg a dunai fejedelemségeket megszállta, Jászvásár (Jassy) parancsnoka lett. 1859-ben úgy Magentánál mint Solferinónál különösen a visszavonulás biztosítása körül tűnt ki. 1864-ben ő volt a vezére a Dánia ellen küldött osztrák hadtesteknek. Szerencsésen csatázott Oberselknél és Oeverseenél. 1865-ben a gasteini szerződés értelmében Holstein helytartója lett, de onnét már 1866 júniusának elején kénytelen volt a poroszok elől kivonulni. Az 1866-os háborúban ő vívta ki az egyetlen győzelmet a poroszok fölött, június 27-én, Trautenaunál. Másnap azonban ugyanott vereséget szenvedett. Ennek dacára a Császári és Királyi Hadsereg egyik legkiválóbb vezérének tartották, és 1867-ben Horvátország, 1869-ben pedig Magyarország főhadparancsnokává nevezték ki. 1871-ben nyugalomba vonult. Pénzügyi zavarok okozták, hogy a nagy tekintélyben álló, közkedveltségű katona öngyilkosságot követett el.